# Nokia 5100

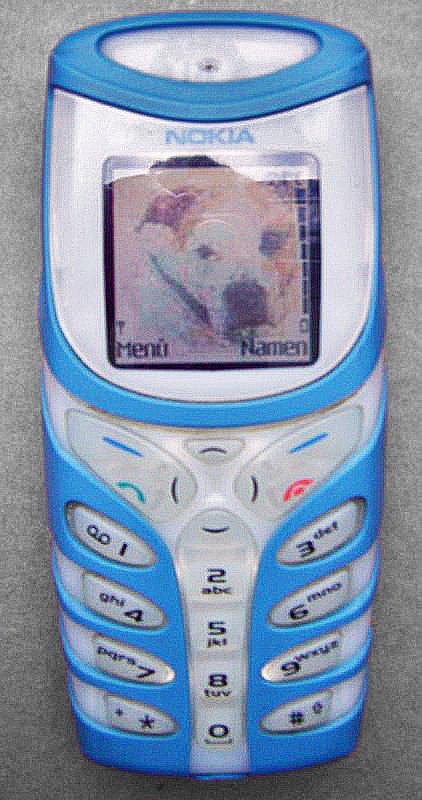
Nokia 5100

Le Nokia 5100 est un téléphone cellulaire robuste conçu par Nokia.
Il présente une forte résistance aux chocs, griffures et éclaboussures. De plus, il intègre une lampe, un thermomètre numérique, un calculateur qui estime les calories et un haut-parleur pour simplifier les communications en voiture.
Il est remplacé par le Nokia 5140 en 2004.